# Coelichneumonops cashmani
Coelichneumonops cashmani är en stekelart som beskrevs av Heinrich 1958. Coelichneumonops cashmani ingår i släktet Coelichneumonops och familjen brokparasitsteklar. Inga underarter finns listade i Catalogue of Life.